# Marakei
Marakei è un atollo situato nella Repubblica di Kiribati, nel Nord dell'arcipelago delle Isole Gilbert.
L'atollo ha una superficie di 10 km² ed una laguna interna che raggiunge i 19,6 km². È formato da due isole separate tra loro da due stretti canali. Al censimento del 2005 possedeva una popolazione di 2 741 abitanti.